# Foghorn Leghorn/Filmografie
Dies ist eine Liste der verschiedenen Foghorn-Leghorn-Zeichentrickfilme.
Foghorn Leghorn erschien erstmals 1946 in Robert McKimsons Kurzfilm Hühnerauge, sei wachsam, der für einen Oscar nominiert wurde und der den Hahn an der Seite von Henery Hawk und Barnyard Dawg zeigt – zwei Figuren, mit denen er es noch oft zu tun bekommen sollte. Im goldenen Zeitalter des US-amerikanischen Zeichentrickfilms trat Foghorn Leghorn von 1946 bis 1964 in insgesamt 29 Kurzfilmen von McKimson auf, wobei er in einem davon nur kurz zu sehen war. Nach dieser Ära wurden weitere 6 Kurzfilme mit der Figur produziert, von denen zwei innerhalb verschiedener Fernsehspecials erschienen (darunter ein Kurzauftritt) und zwei weitere lediglich Kurzauftritte des Hahns zeigen.
Foghorn Leghorn trat in zahlreichen weiteren Produktionen auf, so erschien er in Fernsehserien sowie -Specials, Kompilationsfilmen, Direct-to-Video-Veröffentlichungen, Webtoons, die Anfang der 2000er-Jahre auf der Looney-Tunes-Website veröffentlicht wurden und in einigen Werbespots. Zudem hatte er Auftritte in den mit Animationen kombinierten Realfilmen Falsches Spiel mit Roger Rabbit (1988, Kurzauftritt), Space Jam (1996), Looney Tunes: Back in Action (2003, Kurzauftritt) und Space Jam: A New Legacy (2021).

## Kurzfilme
Insgesamt sind 35 Kurzfilme gelistet.
| Erstausstrahlung (USA)         | Deutscher Titel                    | Originaltitel                 | Bekannte Charaktere | LT/MM   | Regie                                                       | Anmerkungen                                                                             |
| ------------------------------ | ---------------------------------- | ----------------------------- | --- | ------- | ----------------------------------------------------------- | --------------------------------------------------------------------------------------- |
| 31. Aug. 1946 (17. Okt. 1953*) | Hühnerauge, sei wachsam            | Walky Talky Hawky             | Barnyard Dawg, Henery Hawk, George K. Chickenhawk | MM*     | Robert McKimson                                             | Oscar-Nominierung (1947); dt. Alternativtitel: Hühnerhabicht sucht Huhn                 |
| 12. Juli 1947 (23. Apr. 1955*) | Her mit den kleinen Hühnchen       | Crowing Pains                 | Barnyard Dawg, Henery Hawk, Sylvester | LT, MM* | Robert McKimson                                             |                                                                                         |
| 9. Okt. 1948 (24. Dez. 1955*)  | Da lachen ja die Hühner            | The Foghorn Leghorn           | Barnyard Dawg, Henery Hawk, George K. Chickenhawk | MM*     | Robert McKimson                                             |                                                                                         |
| 2. Juli 1949 (1. Dez. 1956*)   | –                                  | Henhouse Henery               | Barnyard Dawg, Henery Hawk | LT, MM* | Robert McKimson                                             |                                                                                         |
| 6. Mai 1950 (Nov. 1957*)       | –                                  | The Leghorn Blows at Midnight | Barnyard Dawg, Henery Hawk | LT, MM* | Robert McKimson                                             |                                                                                         |
| 16. Sep. 1950 (1957–58*)       | Futterneid                         | A Fractured Leghorn           | The Supreme Cat | MM*     | Robert McKimson                                             |                                                                                         |
| 28. Juli 1951 (1961–62*)       | –                                  | Leghorn Swoggled              | Barnyard Dawg, Henery Hawk, Kurzauftritt: The Supreme Cat | MM*     | Robert McKimson                                             |                                                                                         |
| 8. Sep. 1951 (1959–60*)        | –                                  | Lovelorn Leghorn              | Barnyard Dawg, Miss Prissy | LT, MM* | Robert McKimson                                             |                                                                                         |
| 10. Mai 1952 (1961–62*)        | –                                  | Sock a Doodle Do              | Barnyard Dawg | LT, MM* | Robert McKimson                                             |                                                                                         |
| 4. Okt. 1952                   | Rührhahn                           | The EGGcited Rooster          | Barnyard Dawg, Henery Hawk | MM      | Robert McKimson                                             | dt. Alternativtitel: Eiertanz; Rauhbein Foghorn                                         |
| 22. Aug. 1953                  | Wieselgewusel                      | Plop Goes the Weasel          | Barnyard Dawg, The Weasel | LT      | Robert McKimson                                             |                                                                                         |
| 14. Nov. 1953 (15. Feb. 1969*) | –                                  | Of Rice and Hen               | Barnyard Dawg, Miss Prissy | LT*     | Robert McKimson                                             |                                                                                         |
| 5. Juni 1954                   | Bübchen-Boo                        | Little Boy Boo                | Egghead Jr., Miss Prissy | LT      | Robert McKimson                                             |                                                                                         |
| 15. Jan. 1955                  | Mamas Liebling                     | Feather Dusted                | Egghead Jr., Miss Prissy | MM      | Robert McKimson                                             |                                                                                         |
| 19. Feb. 1955                  | Hahn im Korb                       | All Fowled Up                 | Barnyard Dawg, Henery Hawk | LT      | Robert McKimson                                             |                                                                                         |
| 11. Feb. 1956 (1963–64*)       | Stoppt das Wiesel                  | Weasel Stop                   | The Weasel | LT, MM* | Robert McKimson                                             |                                                                                         |
| 18. Feb. 1956 (1963–64*)       | Große Spaßmacher                   | The High and the Flighty      | Barnyard Dawg, Daffy Duck | MM*     | Robert McKimson                                             | dt. Alternativtitel: Buddelente                                                         |
| 25. Aug. 1956 (1963–64*)       | Rauhbein                           | Raw! Raw! Rooster!            | – | LT, MM* | Robert McKimson                                             |                                                                                         |
| 11. Mai 1957 (1963–64*)        | –                                  | Fox-Terror                    | Barnyard Dawg | MM*     | Robert McKimson                                             |                                                                                         |
| 10. Mai 1958                   | Wie der Vater so der Sohn          | Feather Bluster               | Barnyard Dawg | MM      | Robert McKimson                                             |                                                                                         |
| 6. Sep. 1958                   | Lästiges Wiesel                    | Weasel While You Work         | Barnyard Dawg, The Weasel | MM      | Robert McKimson                                             |                                                                                         |
| 26. Sep. 1959                  | Der Hahn ist hin                   | A Broken Leghorn              | Miss Prissy | LT      | Robert McKimson                                             | dt. Alternativtitel: Der Hahn ist hin!                                                  |
| 25. Juni 1960                  | –                                  | Crockett-Doodle-Do            | Egghead Jr. | MM      | Robert McKimson                                             |                                                                                         |
| 24. Sep. 1960                  | Leghahn – Neues vom Hühnerhof (S8) | The Dixie Fryer               | Pappy & Elvis | MM      | Robert McKimson                                             |                                                                                         |
| 18. Mär. 1961                  | Granateneier                       | Strangled Eggs                | Henery Hawk, Miss Prissy | MM      | Robert McKimson                                             |                                                                                         |
| 21. Juli 1962                  | –                                  | The Slick Chick               | – | LT      | Robert McKimson                                             |                                                                                         |
| 20. Okt. 1962                  | –                                  | Mother Was a Rooster          | Barnyard Dawg | MM      | Robert McKimson                                             |                                                                                         |
| 29. Juni 1963                  | –                                  | Banty Raids                   | Barnyard Dawg | MM      | Robert McKimson                                             |                                                                                         |
| 18. Juli 1964                  | Falscher Hase                      | False Hare                    | Bugs Bunny, Böser Wolf | LT      | Robert McKimson                                             | Kurzauftritt; nicht zu verwechseln mit Falscher Hase aus dem Jahr 1945 (OT: Hare Tonic) |
| 27. Nov. 1979                  | –                                  | Bugs Bunny’s Christmas Carol  | Bugs Bunny, Schweinchen Dick, Sylvester & Tweety, Yosemite Sam, Kurzauftritte: Elmer Fudd, Pepé le Pew | MM      | Friz Freleng                                                | Kurzauftritt; Teil des Specials Bugs Bunny’s Looney Christmas Tales                     |
| 1. Apr. 1980                   | –                                  | The Yolks on You              | Daffy Duck, Sylvester, Miss Prissy | MM      | Tony Benedict, Gerry Chiniquy, Arthur Davis & David Detiege | Teil des Specials Daffy Duck’s Easter Egg-Citement                                      |
| 25. Aug. 1995                  | Carrotblanca                       | Carrotblanca                  | Bugs Bunny, Daffy Duck, Penelope Pussycat, Pepé le Pew, Sylvester & Tweety, Yosemite Sam, Kurzauftritte: Barnyard Dawg, Beaky Buzzard, Elmer Fudd, Gossamer, Granny, Miss Prissy, Mugsy, Pete Puma, Sam Sheepdog, Schweinchen Dick, Spike & Chester, The Crusher | LT      | Douglas McCarthy                                            | Kurzauftritt                                                                            |
| 23. Aug. 1996                  | –                                  | Superior Duck                 | Daffy Duck, Kurzauftritte: Marvin der Marsmensch, Road Runner & Wile E. Coyote, Schweinchen Dick, Taz, Tweety, Superman | LT      | Chuck Jones                                                 | Kurzauftritt                                                                            |
| 26. Mär. 1997                  | –                                  | Pullet Surprise               | Pete Puma | LT      | Darrell Van Citters                                         |                                                                                         |
| 31. Mär. 2004                  | –                                  | Cock-a-Doodle-Duel            | Barnyard Dawg | LT      | Peter Shin                                                  |                                                                                         |

- LT steht für die Looney-Tunes-Reihe, MM steht für die Merrie-Melodies-Reihe.
- Mit einem Sternchen gekennzeichnete Filme sind als Blue-Ribbon-Versionen wiederveröffentlicht worden. Dadurch wurden einige Looney-Tunes-Cartoons zu Merrie-Melodies-Cartoons.
- S8 steht für Super-8-Titel.

## Kompilationsfilme
- 1981: Der total verrückte Bugs Bunny Film (The Looney, Looney, Looney Bugs Bunny Movie, mit Realszenen, Kurzauftritt)
- 1983: Daffy Ducks fantastische Insel (Daffy Duck’s Movie: Fantastic Island)

## Fernsehserien
- 1983: Mein Name ist Hase (Kompilationsserie)
- 1990–1992: Tiny Toon Abenteuer (Tiny Toon Adventures)
- 1993: Taz-Mania (1 Folge)
- 1994: Animaniacs (1 Folge)
- 1998, 2002: Sylvester und Tweety (The Sylvester & Tweety Mysteries, 2 Folgen)
- 2002–2005: Baby Looney Tunes (7 Folgen)
- 2005: Bugs Bunny und Looney Tunes (Kompilationsserie)
- 2005, 2007: Loonatics Unleashed (2 Folgen als Mr. Leghorn)
- 2011–2013: The Looney Tunes Show (11 Folgen)
- 2015–2019: Die neue Looney Tunes Show (New Looney Tunes, 23 Folgen)
- seit 2019: Looney Tunes Cartoons (7 Folgen)

## TV-Specials
Es erschienen einige Fernsehspecials, die großteils aus alten Kurzfilmen bestehen. Nur Daffy Duck and Porky Pig Meet the Groovie Goolies (1972), Bugs Bunny’s Looney Christmas Tales (1979) und Daffy Duck’s Easter Egg-Citement (1980) sind originale Zeichentrickproduktionen.
- 1972: Daffy Duck and Porky Pig Meet the Groovie Goolies (erste Fernsehproduktion, mit Realszenen)
- 1977: Bugs Bunny’s Easter Special
- 1979: Bugs Bunny’s Valentine
- 1979: The Bugs Bunny Mother’s Day Special
- 1979: Bugs Bunny’s Looney Christmas Tales
- 1980: Daffy Duck’s Easter Egg-Citement
- 1989: Bugs Bunnys wilde Welt des Sports (Bugs Bunny’s Wild World of Sports)

### Weitere
- 1986: Bugs Bunny/Looney Tunes 50th Anniversary (mit Star-Interviews)
- 1990: Happy Birthday Bugs (Happy Birthday, Bugs!: 50 Looney Years, mit Realszenen und Stars, Kurzauftritt)
- 2002: The 1st 13th Annual Fancy Anvil Awards Show Program Special: Live in Stereo (mit Realszenen und Stars)
- 2003: Cartoon Network’s Funniest Bloopers and Other Embarrassing Moments (mit Realszenen)

## Direct-to-Videos
- 1997: Bugs Bunny’s Silly Seals (Realfilm/Natur-Lehrfilm, Kurzauftritt)
- 2000: Tweety’s High-Flying Adventure
- 2003: Looney Tunes: Reality Check (Webtoons-Kompilationsfilm)
- 2003: Looney Tunes: Stranger Than Fiction (Webtoons-Kompilationsfilm)
- 2006: Bah, Humduck! A Looney Tunes Christmas
- 2015: Looney Tunes – Hasenjagd (Looney Tunes: Rabbits Run)

## Realfilme/Animationsfilme
- 1996: Space Jam
- 2003: Looney Tunes: Back in Action (Kurzauftritt)
- 2021: Space Jam: A New Legacy

### Weitere
- 1988: Falsches Spiel mit Roger Rabbit (Who Framed Roger Rabbit, Kurzauftritt)

## Dokumentarfilm
- 1975: Bugs Bunny: Superstar (Kino-Dokumentarfilm/Kompilationsfilm)

## Webtoons
Anfang der 2000er-Jahre wurden auf der Looney-Tunes-Website mehrere Webtoons veröffentlicht:
- 2001: Toon Marooned #1–3
- 2001: Judge Granny #2
- 2002: Sports Blab #2
- 2002: The Royal Mallard #1 (Kurzauftritt) und 2
- 2002: Tech Suppork (Kurzauftritt)
- 2004: Parallel Porked (Kurzauftritt)
- 2005: Fast Feud (Kurzauftritt)
- 2005: Malltown and Tazboy (Kurzauftritt)

## Werbespots
- 1980, 1981: Oscar Mayer (2 Werbespots)
- 1980er–1990er-Jahre: Kentucky Fried Chicken (mehrere Werbespots mit seinem Sohn)
- 2011: Geico-Werbespot